# Weerayut Chansook
Weerayut Chansook (วีรยุทธ จันทร์สุข, spesso traslitterato come Winyuttha Chanthasuk), noto anche con lo pseudonimo di Arm (อาร์ม) (Provincia di Nakhon Pathom, 30 ottobre 1991), è un cantante, attore e conduttore televisivo thailandese.

## Biografia
Dal 2010 al 2013, anno dello scioglimento, ha fatto parte del gruppo Rookie BB, dal 2016 invece intraprende la carriera di solista.
In televisione, oltre alla conduzione di alcune trasmissioni, è conosciuto per i suoi ruoli da attore, come quello di San in Run phi Secret Love, Him in U-Prince Series e Put in Water Boyy: The Series.

## Discografia

### Singoli (con i Rookie BB)
- 2010 - Follow U Follow Me
- 2010 - Ying Glai Ying Glai
- 2011 - Toh Mah Tahna Peuan
- 2011 - Mai Roo Juk Dtae Ruk Laeo
- 2012 - Faen Gao Yah Ao Yahng

### Singoli (da solista)
- 2016 - Ruk Tur
- 2016 - Ror Tur Bpert (con Nachjaree Horvejkul)
- 2017 - Gumlung Ror Yoo Por Dee

## Filmografia

### Televisione
- Run phi Secret Love - serie TV, 6 episodi (2016)
- U-Prince Series - serie TV (2016-2017)
- Little Big Dream - Khwam fan an sungsut - film TV (2016)
- Water Boyy: The Series - serie TV, 14 episodi (2017)
- Secret Seven - Thoe khon ngao kap khao thang chet - serie TV (2017)
- YOUniverse - Chakkrawan thoe - serie TV, episodio 2 (2018)
- Mint to Be - Nai nanlae... khu thae khong chan - serie TV (2018)
- Love at First Hate - Man rai khu mai rak - serie TV, in produzione (2018)
- Our Skyy - Yak hen thong fah pen yang wan nan - miniserie TV, 1 episodio (2018)

## Programmi televisivi
- Boy Series (Thai TV5)
- Rookie BB Follow U Follow Me (YAAK TV)
- 2 Nite Live (Thai TV5)
- You Handsome (You Channel)
- Rod rong rian (GMM 25, 2018)